# Benedetto l'inferno
Benedetto l'inferno è un singolo del produttore discografico italiano CanovA, pubblicato il 7 gennaio 2022 ed in collaborazione con i cantanti Gianna Nannini e Rosa Chemical. 
(CanovA che spiega il progetto della collaborazione)

## Tracce
Testi di Alessandro Pacco, Gianna Nannini, Leonardo Zaccaria, Manuel Franco Rocati, Michele Canova Iorfida e Vincenzo Colella.
1. Benedetto l'inferno – 2:34